# إريك ساكي
إريك ساكي (بالإنجليزية: Eric Sackey)‏ هو لاعب كرة قدم غاني في مركز الهجوم، ولد في 20 أغسطس 1987 في أكرا في غانا. لعب مع زمبرو تشيسيناو ومولودية الجزائر ونادي داسيا كيشيناو ونادي زاريا بالتي ونادي يانغون يونايتد.

## وصلات خارجية
- إريك ساكي على موقع قاعدة بيانات كرة القدم.إي يو (الإنجليزية)
- إريك ساكي على موقع Soccerway.com (الإنجليزية)
- إريك ساكي على موقع عالم كرة القدم.نت (الإنجليزية)